# グンナー・ネルソン
グンナー・ネルソン（Gunnar Nelson、1988年7月28日 - ）は、アイスランドの男性総合格闘家。レイキャヴィーク出身。ミョルニル/SBGアイルランド所属。ガンナー・ネルソンとも表記される。
伝統派空手の構えから、直突きのタイミングで組んでテイクダウンを奪うなど空手と柔術をミックスした独自の技術を持つ。

## 来歴
幼い頃はアイスホッケーとサッカーをしていた。14歳から剛柔流空手を始め、国内大会で3連覇を果たした。17歳からジョン・カヴァナーの下でブラジリアン柔術を始め、3年で茶帯を授与された。2007年に総合格闘技デビュー。
2009年6月、世界柔術選手権に出場し、茶帯メジオ級で準優勝を果たした。
2009年9月、ADCC 2009に出場。88kg未満級では1回戦敗退となるも無差別級で4位となり、ヘンゾ・グレイシーからブラジリアン柔術黒帯を授与された。
2009年12月、パンアメリカン柔術選手権に出場し、黒帯メジオ級で優勝、アブソルート級で準優勝を果たした。

### UFC
2012年9月29日、UFC初参戦となったUFC on Fuel TV 5でダマルケス・ジョンソンと対戦し、リアネイキドチョークで一本勝ちを収めた。
2014年3月8日、UFC Fight Night: Gustafsson vs. Manuwaでオマリ・アフメドフと対戦し、ギロチンチョークで一本勝ち。パフォーマンス・オブ・ザ・ナイトを受賞した。
2014年7月19日、UFC Fight Night: McGregor vs. Brandaoでザック・カミングスと対戦し、リアネイキドチョークで一本勝ち。パフォーマンス・オブ・ザ・ナイトを受賞した。
2014年10月4日、UFC Fight Night: Nelson vs. Storyのメインイベントでリック・ストーリーと対戦し、1-2の判定負けでキャリア初黒星を喫した。
2015年12月12日、UFC 194でウェルター級ランキング6位のデミアン・マイアと対戦し、0-3の判定負け。
2016年5月8日、UFC Fight Night: Overeem vs. Arlovskiでウェルター級ランキング13位のアルバート・トゥメノフと対戦し、ネッククランクで一本勝ち。パフォーマンス・オブ・ザ・ナイトを受賞した。
2017年3月18日、UFC Fight Night: Manuwa vs. Andersonでアラン・ジョウバンと対戦し、ギロチンチョークで一本勝ち。パフォーマンス・オブ・ザ・ナイトを受賞した。
2017年7月16日、UFC Fight Night: Nelson vs. Ponzinibbioでウェルター級ランキング14位のサンチアゴ・ポンジニッビオと対戦し、左ジャブでキャリア初のKO負けを喫した。
2018年12月8日、UFC 231でウェルター級ランキング13位のアレックス・オリベイラと対戦し、グラウンドの肘打ちで大流血に追い込んだ後、リアネイキドチョークで一本勝ち。試合後にオリベイラはカットした額を29針縫うことになった。
2019年3月16日、UFC Fight Night: Till vs. Masvidalでウェルター級ランキング10位のレオン・エドワーズと対戦し、1-2の判定負け。
2022年3月19日、約2年半ぶりの復帰戦となったUFC Fight Night: Volkov vs. Aspinallで佐藤天と対戦し、3-0の判定勝ち。
2023年3月18日、UFC 286でブライアン・バーバリーナと対戦し、腕ひしぎ十字固めで1R一本勝ち。パフォーマンス・オブ・ザ・ナイトを受賞した。

## 人物・エピソード
- ファイターはナチュラルウエイトで戦うべきだと考えており、試合前の減量をほとんど行わない。ネルソンの通常体重は約80kgで、ウェルター級のリミットまで3kg程度である[7]。
- アイスランドのゲームメーカーCCP Gamesとスポンサー契約を結んでいる[8]。

## 戦績

### 総合格闘技
| 総合格闘技 戦績 | 総合格闘技 戦績 | 総合格闘技 戦績 | 総合格闘技 戦績 | 総合格闘技 戦績 | 総合格闘技 戦績 | 総合格闘技 戦績 |
| --------------- | --------------- | --------------- | --------------- | --------------- | --------------- | --------------- |
| 26 試合         | (T)KO           | 一本            | 判定            | その他          | 引き分け        | 無効試合        |
| 19 勝           | 3               | 14              | 2               | 0               | 1               | 0               |
| 6 敗            | 1               | 0               | 5               | 0               | 1               | 0               |

| 勝敗 | 対戦相手                   | 試合結果                            | 大会名                                    | 開催年月日     |
| ×    | ケビン・ホランド           | 5分3R終了 判定0-3                   | UFC Fight Night: Edwards vs. Brady        | 2025年3月22日  |
| ○    | ブライアン・バーバリーナ   | 1R 4:51 腕ひしぎ十字固め            | UFC 286: Edwards vs. Usman 3              | 2023年3月18日  |
| ○    | 佐藤天                     | 5分3R終了 判定3-0                   | UFC Fight Night: Volkov vs. Aspinall      | 2022年3月19日  |
| ×    | ギルバート・バーンズ       | 5分3R終了 判定0-3                   | UFC Fight Night: Hermansson vs. Cannonier | 2019年9月28日  |
| ×    | レオン・エドワーズ         | 5分3R終了 判定1-2                   | UFC Fight Night: Till vs. Masvidal        | 2019年3月16日  |
| ○    | アレックス・オリベイラ     | 2R 4:17 リアネイキドチョーク        | UFC 231: Holloway vs. Ortega              | 2018年12月8日  |
| ×    | サンチアゴ・ポンジニッビオ | 1R 1:22 KO（左ストレート→パウンド） | UFC Fight Night: Nelson vs. Ponzinibbio   | 2017年7月16日  |
| ○    | アラン・ジョウバン         | 2R 0:46 ギロチンチョーク            | UFC Fight Night: Manuwa vs. Anderson      | 2017年3月18日  |
| ○    | アルバート・トゥメノフ     | 2R 3:15 ネッククランク              | UFC Fight Night: Overeem vs. Arlovski     | 2016年5月8日   |
| ×    | デミアン・マイア           | 5分3R終了 判定0-3                   | UFC 194: Aldo vs. McGregor                | 2015年12月12日 |
| ○    | ブランドン・ザッチ         | 1R 2:54 リアネイキドチョーク        | UFC 189: Mendes vs. McGregor              | 2015年7月11日  |
| ×    | リック・ストーリー         | 5分5R終了 判定1-2                   | UFC Fight Night: Nelson vs. Story         | 2014年10月4日  |
| ○    | ザック・カミングス         | 2R 4:48 リアネイキドチョーク        | UFC Fight Night: McGregor vs. Brandao     | 2014年7月19日  |
| ○    | オマリ・アフメドフ         | 1R 4:36 ギロチンチョーク            | UFC Fight Night: Gustafsson vs. Manuwa    | 2014年3月8日   |
| ○    | ジョルジ・サンチアゴ       | 5分3R終了 判定3-0                   | UFC on Fuel TV 7: Barao vs. McDonald      | 2013年2月16日  |
| ○    | ダマルケス・ジョンソン     | 1R 3:34 リアネイキドチョーク        | UFC on Fuel TV 5: Struve vs. Miocic       | 2012年9月29日  |
| ○    | オレクサンドル・ブテンコ   | 1R 4:21 腕ひしぎ十字固め            | CC 12: Nelson vs. Butenko                 | 2012年2月25日  |
| ○    | ユージン・ファディオラ     | 1R 3:51 リアネイキドチョーク        | BAMMA 4: Watson vs. Reid                  | 2010年9月25日  |
| ○    | ダニー・ミッチェル         | 1R 2:51 リアネイキドチョーク        | CC 6: Nelson vs. Mitchell                 | 2010年8月28日  |
| ○    | サム・エルスドン           | 1R 2:30 リアネイキドチョーク        | BAMMA 2: Roundhouses at the Roundhouse    | 2010年2月13日  |
| ○    | イラン・マスカレンハス     | 2R 3:22 KO（パンチ連打）            | Adrenaline 3: Evolution                   | 2008年9月6日   |
| ○    | バリー・メアーズ           | 1R 3:38 TKO（パンチ連打）           | AM 14: Ready For War                      | 2007年12月9日  |
| ○    | ニーク・トロンプ           | 1R 1:50 ギブアップ（パンチ連打）    | COT 1: Battle on the Bay                  | 2007年11月24日 |
| ○    | アダム・スラヴィンスキー   | 1R 2:30 TKO（パンチ連打）           | Ultimate Fighting Revolution 10           | 2007年10月6日  |
| ○    | ドリス・エル・バカラ       | 1R 3:46 腕ひしぎ十字固め            | Cage Rage Contenders: Dynamite            | 2007年9月29日  |
| △    | ジョン・オルセン           | 5分3R終了 判定1-0                   | Adrenaline 1: Feel the Rush               | 2007年5月5日   |

### グラップリング
| 勝敗 | 対戦相手                   | 試合結果           | 大会名                           | 開催年月日    |
| ×    | ヴィニシウス・マガリャエス | ポイント           | ADCC 2009 【無差別級 3位決定戦】 | 2009年9月27日 |
| ×    | シャンジ・ヒベイロ         | 膝十字固め         | ADCC 2009 【無差別級 準決勝】    | 2009年9月27日 |
| ○    | デビッド・アヴェラン       | チョークスリーパー | ADCC 2009 【無差別級 2回戦】     | 2009年9月27日 |
| ○    | ジェフ・モンソン           | ポイント           | ADCC 2009 【無差別級 1回戦】     | 2009年9月27日 |
| ×    | ジェームス・ブラスコ       | ポイント           | ADCC 2009 【88kg未満級 1回戦】   | 2009年9月26日 |

## 獲得タイトル
- パンアメリカン柔術選手権 茶帯メジオ級 優勝（2009年）
- パンアメリカン柔術選手権 黒帯メジオ級 優勝（2009年）
- パンアメリカン柔術選手権 黒帯アブソルート級 準優勝（2009年）

## 表彰
- ブラジリアン柔術 黒帯
- 剛柔流空手 黒帯
- UFC パフォーマンス・オブ・ザ・ナイト（5回）